# Octopus hattai
Octopus hattai är en bläckfiskart som först beskrevs av Sasaki 1929.  Octopus hattai ingår i släktet Octopus och familjen Octopodidae. Inga underarter finns listade i Catalogue of Life.